# Nury Flores
Nury Flores (Maracaibo, 26 de mayo de 1942-Miami, 10 de marzo de 2023) fue una actriz venezolana que inició su carrera como Miss Venezuela 1957.

## Carrera
Como actriz trabajó en Venevisión y RCTV. Comenzó su trayectoria en 1959 en la película Yo y las mujeres; posteriormente participó en Una muchacha llamada Milagros, La señorita Elena, Carolina, Estefanía, Kassandra, entre otras.
En los 90 trabajó con Delia Fiallo, cubana radicada en Estados Unidos que la contrata como una enfermera villana en su telenovela Guadalupe, haciendo luego varias participaciones en ese país.
Se radicó en Miami. Tuvo participaciones en Santa diabla, Una maid en Manhattan, Sacrificio de mujer y El fantasma de Elena, entre otras.
Falleció el 10 de marzo de 2023, a los 80 años, en Miami.

## Filmografía

### Telenovelas
| Año       | Título                        | Personaje                |
| --------- | ----------------------------- | ------------------------ |
| 1957      | La gran herencia              |                          |
| 1966      | La Diablera                   |                          |
| 1967      | Sor Alegría                   |                          |
| 1967      | Lucecita                      |                          |
| 1967      | La señorita Elena             | La piroca                |
| 1968      | Adoro                         |                          |
| 1973      | Una muchacha llamada Milagros | Viviana                  |
| 1974      | Mamá                          | Sandra                   |
| 1974      | La señorita Elena             | La piroca                |
| 1975      | Pobre Negro                   |                          |
| 1976      | Angélica                      |                          |
| 1976      | Canaima                       |                          |
| 1976      | Carolina                      | Pastora                  |
| 1977      | TV Confidencial               |                          |
| 1978      | Soltera y sin compromiso      |                          |
| 1978      | El ángel rebelde              | Carmiña                  |
| 1979      | Mabel Valdez                  |                          |
| 1979      | Estefanía                     | Toña                     |
| 1980      | Muñequita                     |                          |
| 1980      | Natalia de 8 a 9              | Elena Fierro             |
| 1980      | Rosa Campos, provinciana      | Cándida                  |
| 1981      | Marielena                     |                          |
| 1981      | Marta y Javier                | Paulina Bello            |
| 1981      | María Fernanda                | Marión                   |
| 1982      | La bruja                      | Brígida                  |
| 1982      | Querida mamá                  | Bertha                   |
| 1983      | La venganza                   | Úrsula                   |
| 1986      | Atrévete                      | "La Piroca"              |
| 1986      | Mansión de Luxe               | Emma Teresa              |
| 1987      | Roberta                       |                          |
| 1987      | Mi amada Beatriz              | Inés Santaella           |
| 1988      | Alma Mia                      | Audalia Monasterios      |
| 1990      | Emperatriz                    | Perfecta Jurado          |
| 1992-1993 | Kassandra                     | Herminia Arocha          |
| 1993      | Guadalupe                     | Enfermera                |
| 1995      | Dulce enemiga                 | Moncha                   |
| 1995      | Morelia                       | Lala                     |
| 1997      | Amor mío                      | Doña Enriqueta Alcántara |
| 1998-1999 | La mujer de mi vida           | Caridad Ruiz             |
| 2002-2003 | La venganza                   | Tobago Christmas         |
| 2004      | Prisionera                    | Samantha                 |
| 2006-2007 | La viuda de Blanco            | Blasina                  |
| 2007      | Acorralada                    | Mercedes                 |
| 2008      | Pecados ajenos                | Lolita                   |
| 2009      | Alma Rebelde                  | Madre Superiora          |
| 2010      | El fantasma de Elena          | Felipa Chaparro          |
| 2011      | Una maid en Manhattan         | Patricia Royers          |
| 2013-2014 | Santa diabla                  | Petra                    |

### Cine
- Yo y las mujeres (1959)
- El disco rojo (1964)
- El atentado (1985)
- Noche de machos (1986)